# Alexander Mejía
Alexander Mejía (Barranquilla, 11 de julho de 1988) é um futebolista Colombiano que atua como meia. Atualmente, está sem clube.

## Títulos

### Atlético Nacional
- Copa Colômbia: 2012
- Superliga Colombiana: 2012
- Campeonato Colombiano:  2013, 2014
- Copa Libertadores da América: 2016